# Фред Олдерман
Фредерік Пітт Олдерман (англ. Frederick Pitt Alderman; нар. 24 червня 1905 — пом. 15 вересня 1998) — американський легкоатлет, який спеціалізувався в бігу на короткі дистанції.

## Спортивні досягнення
Олімпійський чемпіон в естафеті 4×400 метрів (1928).
Ексрекордсмен світу в естафеті 4×400 метрів.

## Основні міжнародні виступи
| Рік  | Змагання         | Місто     | Місце | Дисципліна |
| ---- | ---------------- | --------- | ----- | ---------- |
| 1928 | Олімпійські ігри | Амстердам | 1     | 4×400 м    |